# Brachelen
Brachelen ist ein Stadtteil von Hückelhoven im nordrhein-westfälischen Kreis Heinsberg.

## Geographie

### Lage
Brachelen liegt im Süden des Kreises Heinsberg am linken Ufer der Rur zwischen den Ortschaften Hilfarth, Lindern und Linnich. Im Einzugsbereich des Ortes liegen die Weiler Tenholt und Oeldriesch sowie die Höfe Gut Wedau und Schlehenhof.
Zwischen Brachelen und Hilfarth befindet sich der Rest des Kapbusches, noch zu Beginn des ein 19. Jahrhundert ein ausgedehntes Waldgebiet im linken Rurtal zwischen Brachelen und Porselen, in dem 1834 der letzte Wolf im Gebiet des alten Selfkantkreises Geilenkirchen-Heinsberg erlegt wurde. Seit 2016 existiert hier das Naturschutzgebiet Kapbusch (HS31).

### Gewässer
- Der Teichbach, ein südlich von Linnich aus der Rur abgeleiteter Mühlenteich, verläuft entlang des östlichen Ortsrandes.
- Der Kapbuschsee ein ehemaliger Baggersee, mit dem einzigen Freibad der Stadt Hückelhoven.

## Geschichte

### Politische Geschichte
Die erste Besiedlung fand vermutlich schon in der Zeit der Völkerwanderung um 400 n. Chr. statt. Als Ursprung des Ortes wird ein fränkisches Königsgut vermutet, das oberhalb der heutigen Kirche gestanden haben soll.
Eine erste urkundliche Erwähnung fand Brachelen in einer Schenkung der Oda von Heinsberg im Jahr 1170 an das Prämonstratenser Stift zu Heinsberg.
Der Ortsname wurde als Brakele 1204 erstmals erwähnt. Man erklärt ihn als Zusammensetzung aus Bracha für umbrochenes Land und Lohe für eine Siedlung am Wald. Eine zweite Deutungsvariante will den ersten Teil des Ortsnamens aus Brok, dem ripuarischen Begriff für Bruch ableiten.
1484 fiel Brachelen an das Herzogtum Jülich und wurde in das Amt Heinsberg eingegliedert.
Im Jahre 1793 war die Rur bei Brachelen tagelang Hauptkampflinie des Ersten Koalitionskrieges. Hierbei stießen Einheiten der nach der Kanonade von Valmy in Richtung Rhein vorrückenden französischen Revolutionsarmee auf Truppen der Österreicher. Im Verlauf der Gefechte wurde das 300 Mann starke Dritte Pariser Bataillon unter General Stengel von zwei österreichischen Kavallerie-Geschwadern völlig aufgerieben – was aber den französischen Vormarsch nach Mainz und Koblenz nicht verhinderte.
1815 wurde die Bürgermeisterei Brachelen errichtet, die 1935 mit der Bürgermeisterei Randerath zum Amt Brachelen vereinigt wurde und 1955 ein eigenes Wappen erhielt. Brachelen lag im Selfkantkreis Geilenkirchen-Heinsberg. Im Zuge der kommunalen Neugliederung (§ 28 Aachen-Gesetz) wurde Brachelen am 1. Januar 1972 zu einem Teil der neuen Stadt Hückelhoven im Kreis Heinsberg.

### Soziale Geschichte

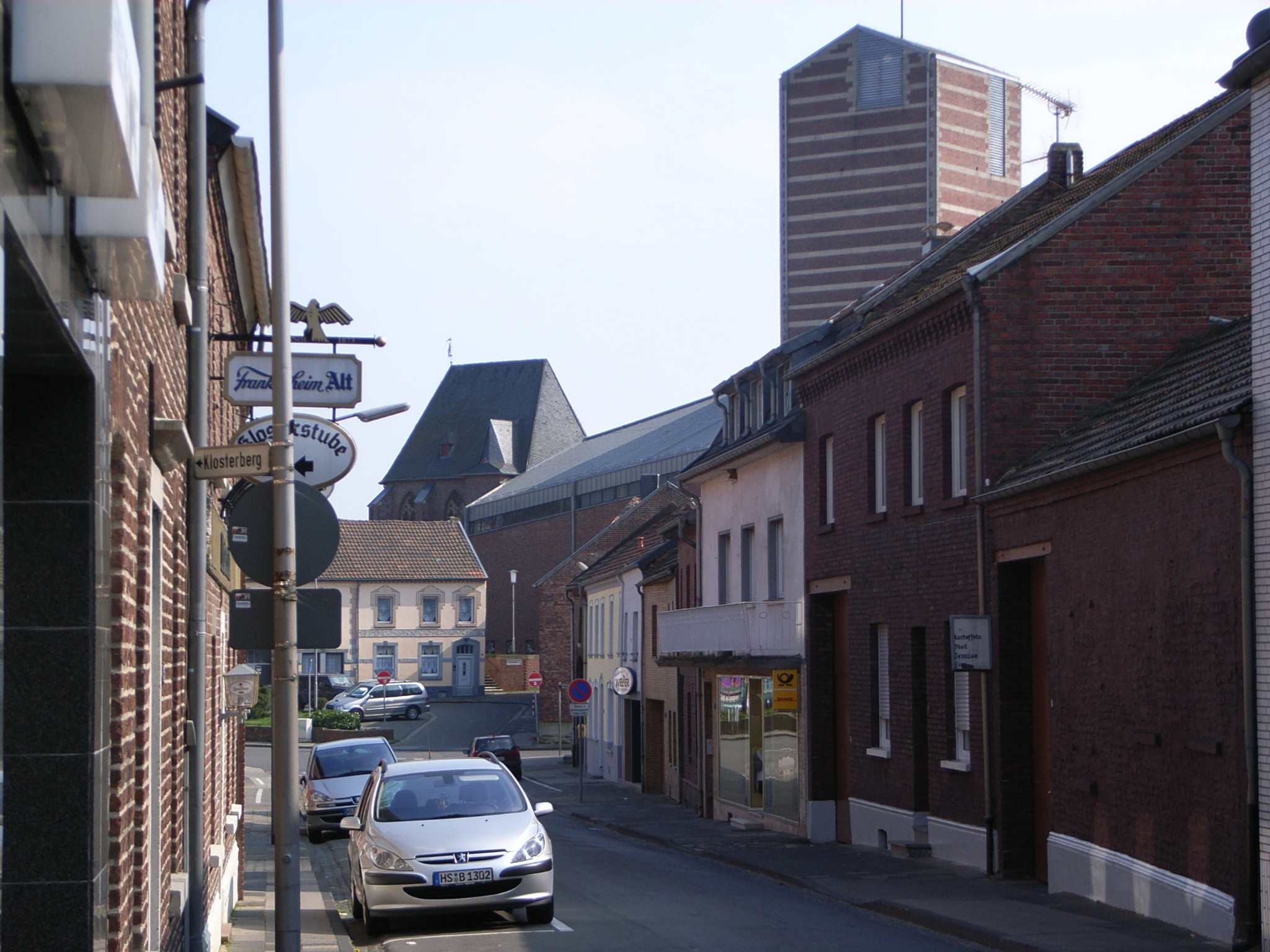
Dorfstraße mit Chor und Turm von St. Gereon

Der nahegelegene Kapbusch diente den sogenannten Kappehäuern in Form von Holzeinschlag als Erwerbsquelle. Dem Kappehäuer wurde auch ein Denkmal in Form einer Bronzeplastik, in der Dorfmitte gesetzt. Ein weiterer bedeutsamer Berufszweig waren die Korbmacher, die ihr Arbeitsmaterial, die Korb-Weiden, aus den Rurbenden bezogen.

### Religion
Der überwiegende Teil der Bevölkerung ist katholischen Glaubens, es leben aber auch Protestanten, Muslime und Atheisten im Ort. Im Dorf jedoch gibt es lediglich eine katholische Kirche. Zur Pfarre St. Gereon gehörten früher auch Hilfarth und Lindern; heute bilden die Pfarrgemeinden Brachelen, Hilfarth und Rurich eine Gemeinschaft. Der in Indien geborene Pfarrer Kaluppilankal war bis Ende 2014 Priester der Pfarrgemeinde.

### Dorftyp
Die ursprüngliche Ortsform Brachelens war ein einzeiliges langgestrecktes Straßendorf, was heute noch in der Anordnung der Straßen Annastraße, Hauptstraße und Linnicher Straße erkennbar ist. Diese Struktur wurde aber durch weitere Ansiedlungen, vorwiegend am westlichen Ortsrand, aufgebrochen.

## Politik

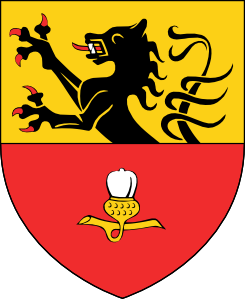
Früheres Gemeindewappen Brachelen

### Bürgermeister
Letzter Bürgermeister, bis 1972, in Brachelen war Wilhelm Over, der als Mitglied des Hückelhovener Stadtrats und Firmengründer noch viel für die Entwicklung des Ortes erreichen konnte.

### Wappen
Das Wappen von Brachelen zeigt im Schildhaupt in Gold (Gelb) einen schreitenden, rotbezungten, schwarzen Löwen, und darunter in Rot eine Eichel mit goldenem Band.

## Kultur und Sehenswürdigkeiten

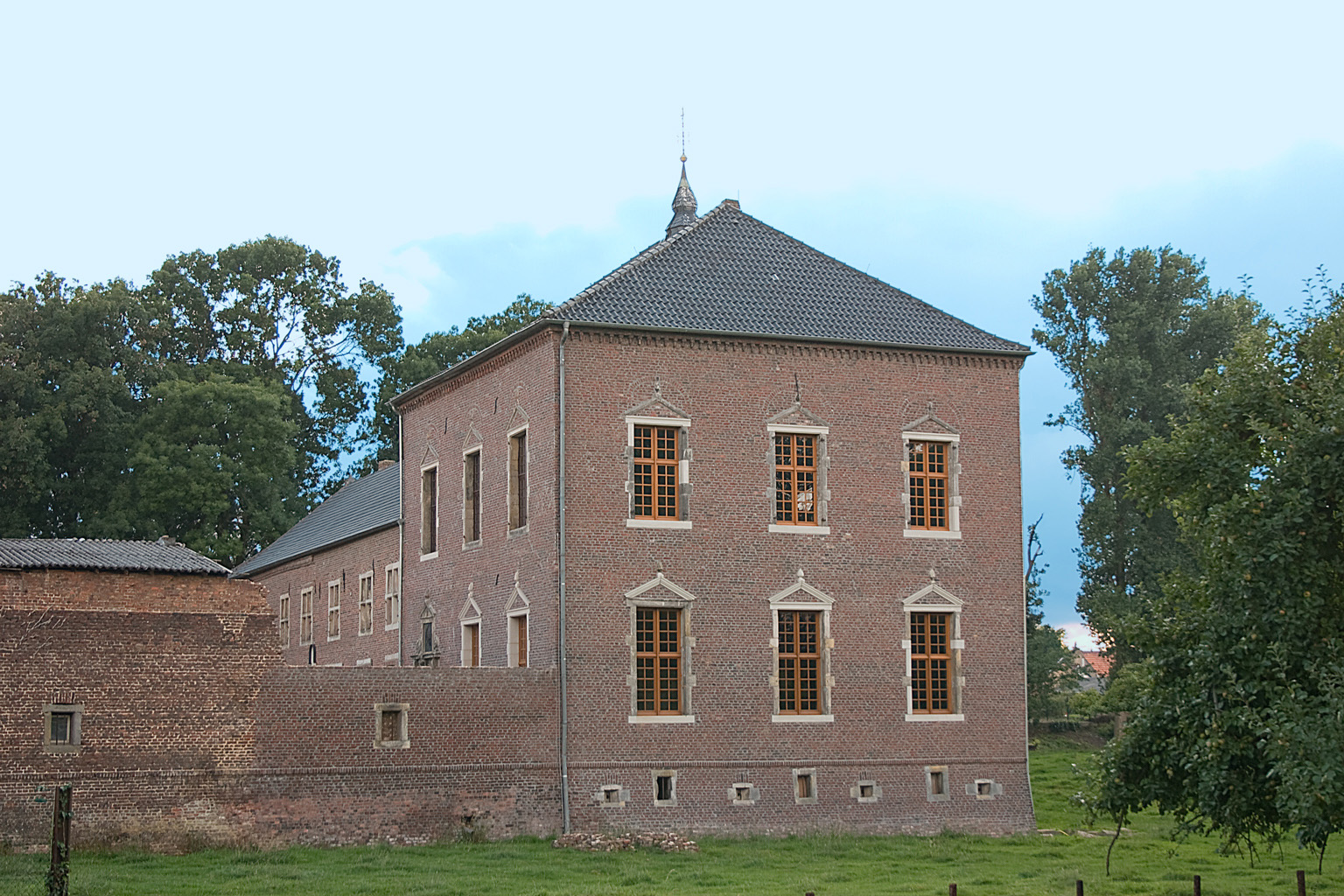
Haus Blumenthal, im Vordergrund der Saalbau

### Bauwerke

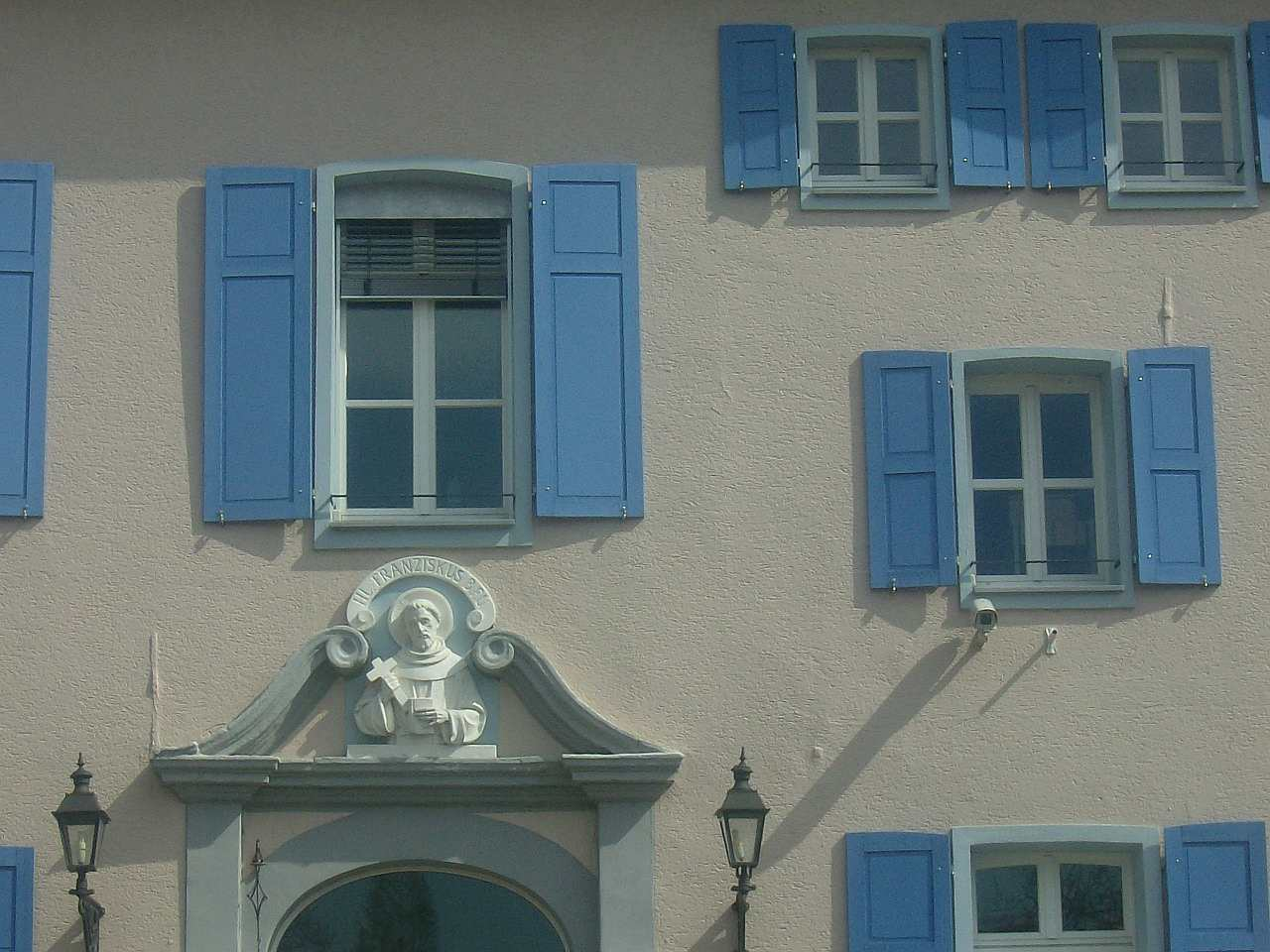
Franziskusfigur über dem Eingang von Haus Berg

- Pfarrkirche St. Gereon

Die Kirche wird urkundlich erstmals im Jahre 1245 erwähnt, jedoch bestand schon in fränkischer Zeit eine kleine Holzkirche. Sie bestand bis 1944 aus einem gotischen dreischiffigen Bau mit einem 73 m hohen Turm, der im Zweiten Weltkrieg durch die Wehrmacht gesprengt wurde, um nicht als Aussichtsturm bzw. Landmarke dem Feind dienen zu können. Nach dem 1963 erfolgten Wiederaufbau hat der Kirchturm ein Drittel seiner ursprünglichen Höhe eingebüßt und auch das Kirchenschiff musste neu errichtet werden. Einzig der Chor ist in seiner ursprünglichen Form erhalten geblieben.
- Haus Blumenthal

Von dem ehemaligen Rittersitz sind ein zweigeschossiges Herrenhaus aus dem 16. Jahrhundert und der angrenzende, ebenfalls zweigeschossigem Saalbau mit barockem Portal aus dem 17. Jahrhundert erhalten.
- Haus Horrig

- Haus Berg

Die ehemalige Klosteranlage wurde zum Alten- und Pflegeheim ausgebaut.
- Annakapelle

Die Annakapelle ist ein neugotischer Bau aus dem Jahre 1864 im Norden des Unterdorfes.
- Maria-Hilf-Kapelle (etwa in der Dorfmitte gelegen)

### Freizeit

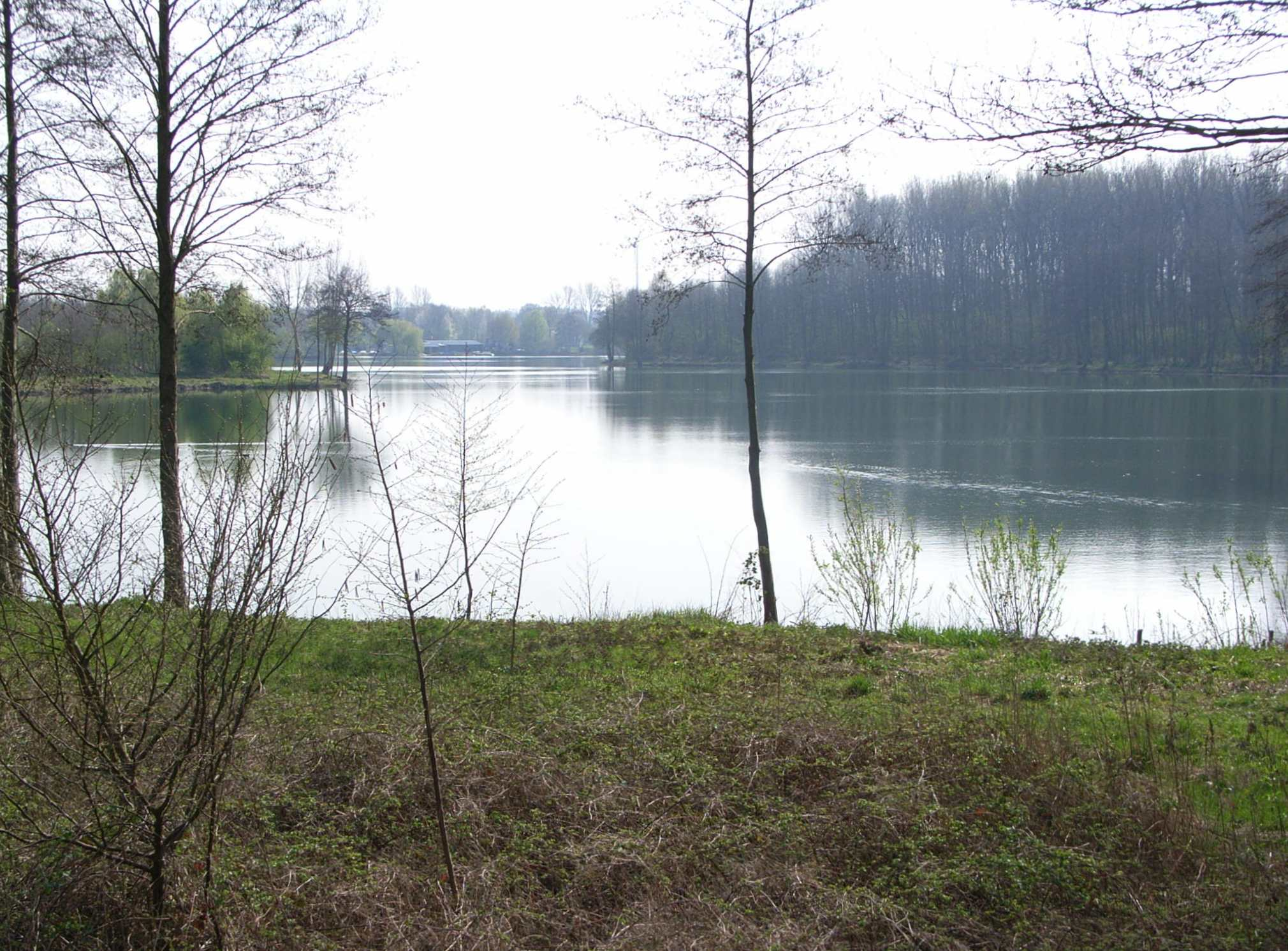
Badesee, im Hintergrund der Kapbusch

Nah am Ort der Kapbuschsee mit Naturbad, Gastronomie und Bootsclub. Nahbei ein Jugendzeltplatz, Reiterhöfe und ausgebaute Radwanderwege entlang des Teichbachs und der Rur.

## Verkehr

### Haltepunkt Brachelen

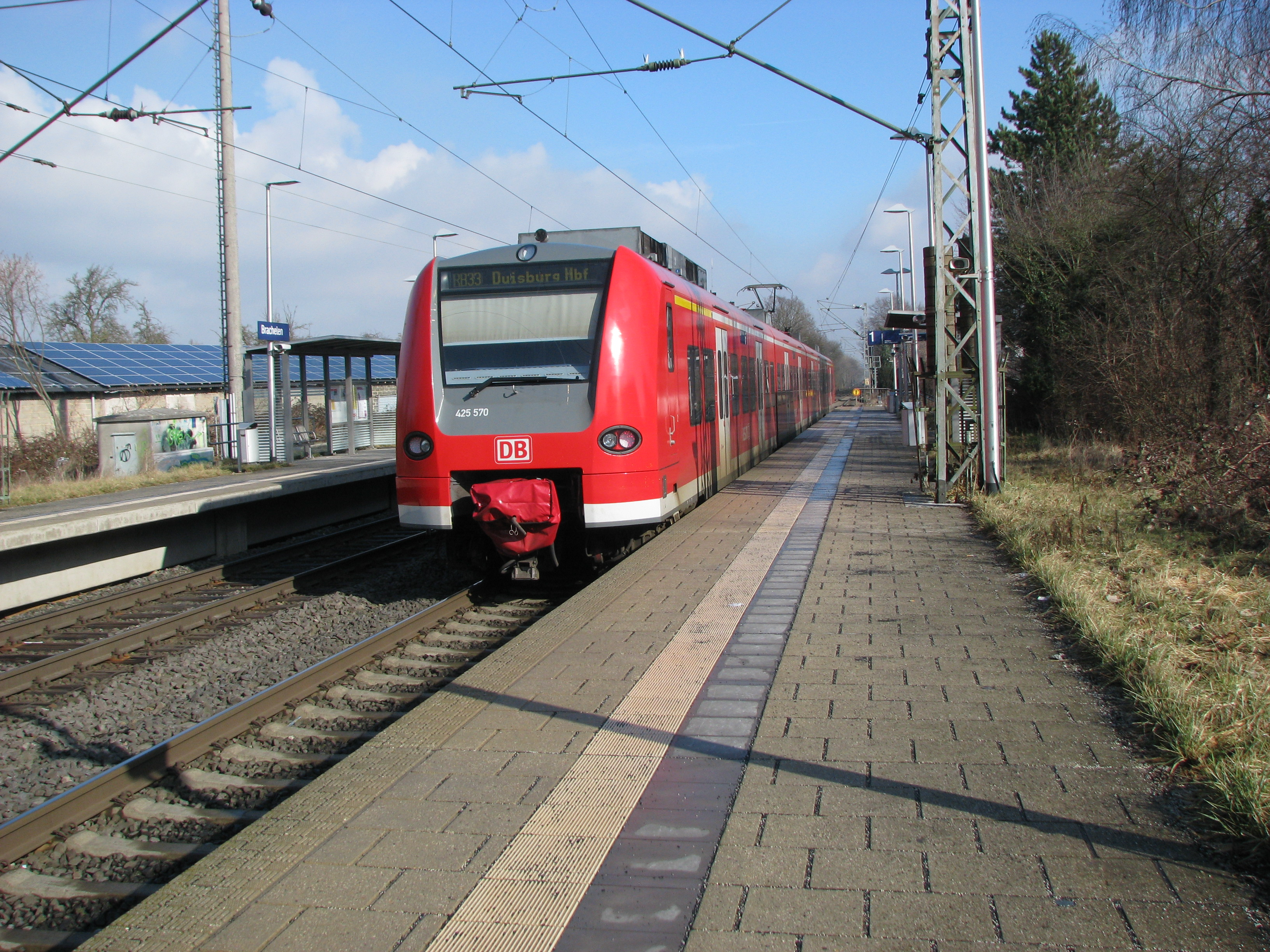
RB33 in Brachelen (2012)

Brachelen ist über den Haltepunkt Brachelen an die Bahnstrecke Aachen–Mönchengladbach angebunden und wird von der Rhein-Niers-Bahn angefahren.
Zum 1. Oktober 1904 wurde der Haltepunkt Brachelen mit einem kleinen Stationsgebäude in Fachwerkbauweise eröffnet. Bereits im Jahr 1910 wurde der Haltepunkt komplett umgebaut, die Gleisanlagen erweitert und im Folgejahr auch die Güterabfertigung aufgenommen. Im Haltepunkt Brachelen standen neben den Streckengleisen nun drei weitere Nebengleise zur Verfügung. Gelegen war die Güterabfertigung gegenüber dem kleinen Stationsgebäude nördlichen Streckengleises.
Nach 1970 wurde der Haltepunkt zurückgebaut, bis nur noch die beiden Streckengleise übrig blieben. Zuvor gab es noch regelmäßigen Güterverkehr nach Brachelen. Heute erinnert nur noch die Straße Am Güterbahnhof daran.
Bis zur grundlegenden Erneuerung des Haltepunkt im Jahr 2004 war nur noch ein eingeschossiges Stationsgebäude vorhanden.
| Linie | Zuglauf | Taktfrequenz |
| ----- | --- | ------------ |
| RB 33 | Rhein-Niers-Bahn: Essen-Steele – Essen Hbf – Essen West – Mülheim (Ruhr) Hbf – Mülheim (Ruhr)-Styrum – Duisburg Hbf – Duisburg-Hochfeld Süd – Rheinhausen Ost – Rheinhausen – Krefeld-Hohenbudberg Chempark – Krefeld-Uerdingen – Krefeld-Linn – Krefeld-Oppum – Krefeld Hbf – Forsthaus – Anrath – Viersen – Mönchengladbach Hbf – Rheydt Hbf – Wickrath – Herrath – Erkelenz – Hückelhoven-Baal – Brachelen – Lindern – Geilenkirchen – Übach-Palenberg – Herzogenrath – Kohlscheid – Aachen West – Aachen Schanz – Aachen Hbf Stand: Fahrplanwechsel Juni 2022 | 60 min       |

### Öffentlicher Personennahverkehr
Die AVV-Buslinie 406 der WestVerkehr verbindet Brachelen wochentags mit Hückelhoven, Lindern und Linnich. Die Linien 407 und 492 bedienen in Brachelen nur die Haltestelle „Brachelen Alter Steinweg“.
Zudem verkehrt der Multi-Bus seit dem 9. Juni 2024 kreisweit erweitert und zu einheitlichen Bedienzeiten. Mehr Informationen gibt es bei WestVerkehr.
| Linie | Verlauf |
| ----- | --- |
| 406   | Erkelenz Bf – Matzerath – Houverath – Golkrath – Kleingladbach – (Ratheim – Millich –) Hückelhoven – Hilfarth – Brachelen – (Lindern Kirche → Lindern Bf → Linnich Markt) / (Linnich Schulzentrum –) Linnich-SIG Combibloc |
| 407   | (Myhl –) Gerderath – Altmyhl – Ratheim – Millich – Hückelhoven (– Hilfarth – Himmerich – Randerath Bf – (Hoven – Kraudorf –) Nirm – Kogenbroich – Müllendorf – Süggerath Mühlenkamp – Geilenkirchen Bf)                    |
| 492   | (Oberbruch –) Dremmen Bf – Uetterath – Randerath Bf – Himmerich – Hilfarth |

### Straßenverkehr
Brachelen hat Anschluss an die A 46 über die Anschlussstelle Hückelhoven-Ost sowie an die B 57 bei Linnich.

## Söhne und Töchter der Stadt
- Jörg Beyel (* 1969), ehemaliger Fußballprofi
- Alina Bock (* 1984), Mitglied der Band beFour
- Thomas Klosterkamp (* 1965), Ordenspriester und Kirchenhistoriker
- Oliver Schmidt (* 1972), Sportmoderator
- Heinz Schüngeler (1884–1949), Musikpädagoge, Pianist und Komponist